# Lim-6
Lim-6 – polski lekki samolot myśliwsko-szturmowy, opracowany na bazie licencyjnego myśliwca MiG-17.

## Rozwój
W 1955 Polska zakupiła licencję na wytwarzanie radzieckiego myśliwca MiG-17, będącego wówczas podstawowym samolotem tej klasy państw Układu Warszawskiego. Wytwarzane w Polsce, w WSK-Mielec, samoloty otrzymały oznaczenie Lim-5 (skrót od „licencyjny myśliwiec”), kryptonim „samolot CF”. Pierwszy Lim-5 został wyprodukowany 28 listopada 1956, zastępując w produkcji model Lim-2 (MiG-15bis). Do końca produkcji w 1960, zbudowano 477 Limów-5, które stały się najliczniejszymi myśliwcami lotnictwa polskiego. Część z nich zbudowano w wersji samolotów rozpoznawczych Lim-5R, z aparatem fotograficznym AFA-39. Od 1959 budowano także licencyjne myśliwce przechwytujące MiG-17PF z radarem RP-5 Izumrud-5, oznaczone Lim-5P. Do końca 1960 zbudowano ich 129.
W 1959 w Zakładzie Wytrzymałości Instytutu Lotnictwa pod kierunkiem inż. Tadeusza Chylińskiego przeprowadzono próby statyczne lekkiego samolotu myśliwsko - przechwytującego Lim-5PF.

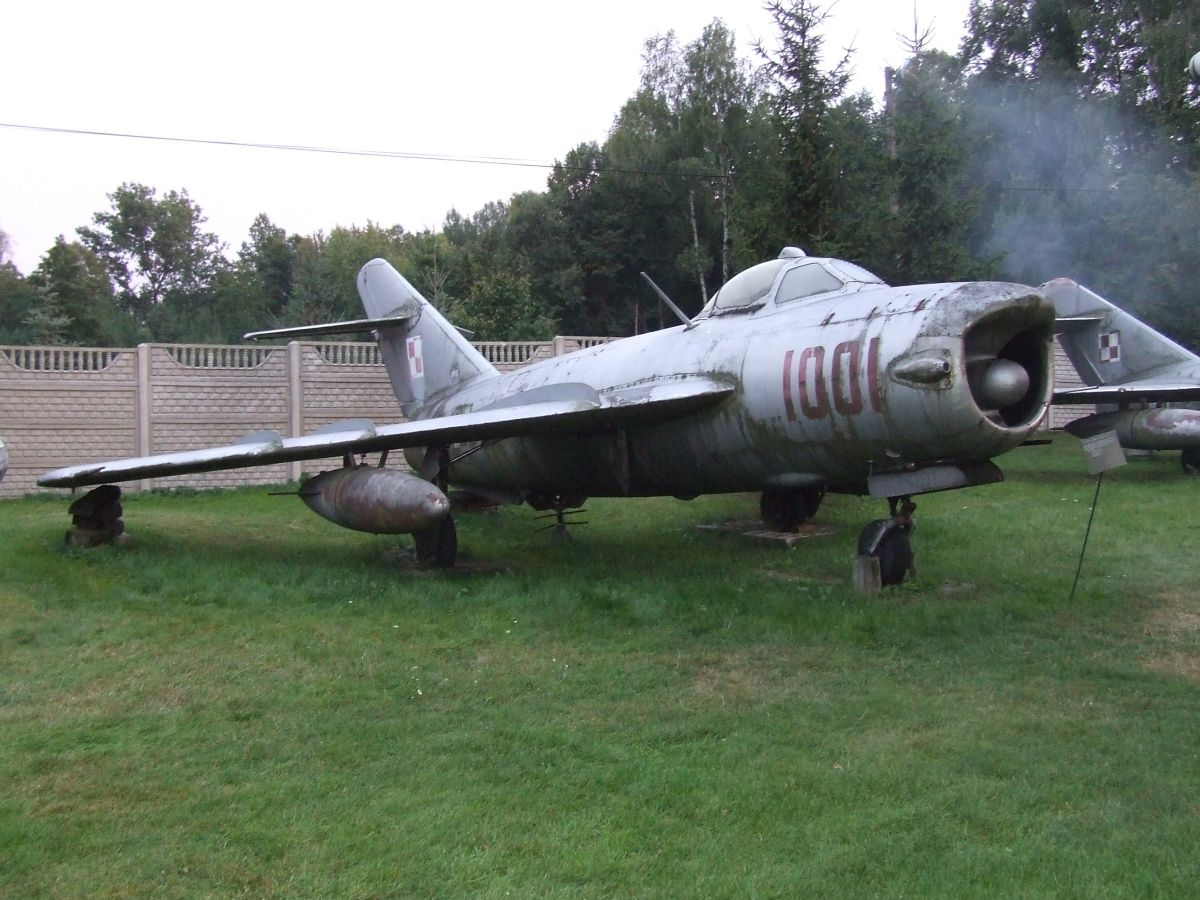
Lim-5P w Muzeum Orła Białego

Już pod koniec lat 50. rozpoczęto w Polsce prace nad rozwinięciem własnego wariantu lekkiego samolotu szturmowego, bazując na konstrukcji Lim-5. Zwykłe MiG-17 i Lim-5 mogły przenosić jedynie dwie bomby po 250 kg, zamiast podskrzydłowych zbiorników paliwa. Bodźcem do rozpoczęcia prac było zapoznanie się z wymaganiami stawianymi przez państwa NATO na analogiczną maszynę. W 1958 zbudowano dwa prototypy oznaczone „samolot CM” (CM-I i CM-II), przebudowane z seryjnych Limów-5. Samoloty te przebudowywano, badając różne konfiguracje, po czym przystąpiono do produkcji samolotu szturmowego Lim-5M. Pierwszy został wyprodukowany 30 listopada 1960. Wprowadzono w nim kilka modyfikacji w stosunku do wersji myśliwskiej, głównie w celu umożliwienia bazowania na lotniskach gruntowych, w razie zniszczenia lotnisk podczas wojny. Miał on zdwojone koła podwozia głównego, spadochron hamujący pod tylną częścią kadłuba i zaczepy dla rakiet wspomagających start (RATO). Najbardziej zauważalną zmianą były powiększone zbiorniki paliwa w pogrubionych przykadłubowych częściach skrzydeł, stanowiących zarazem owiewki nowego podwozia. Zamiast bomb, podwieszanych na dwóch pylonach podskrzydłowych, można było przenosić wyrzutnie Mars-1 dla 8 niekierowanych pocisków rakietowych powietrze-ziemia S-5 kalibru 57 mm. Do 10 maja 1961 zbudowano 60 Limów-5M, które od listopada 1961 przekazano Wojskom Lotniczym i lotnictwu Marynarki Wojennej. Nie okazały się one jednak udane; grubsze skrzydła pogarszały ich osiągi i powodowały niestabilny pilotaż, podczas gdy zasięg samolotu się nie zwiększył z powodu stawianych przez nie zwiększonych oporów. Lim-5M uznano jedynie za wariant przejściowy i prowadzono dalsze prace, testując różne rozwiązania.
Od maja 1961 zbudowano 40 samolotów nowej wersji Lim-6. Wprowadzono na nich klapy szczelinowe z nadmuchem, lecz próby wykazały problemy ze zmodyfikowanymi w tym celu silnikami Lis-6 oraz ich pilotażem i samoloty te nie trafiły na wyposażenie lotnictwa. Ponadto, nadmuch wywierał niewielki wpływ na długość rozbiegu. W wersji tej wprowadzono ponadto spadochron hamujący w pojemniku u nasady steru kierunku. Ostatecznie, po dalszych pracach nad rozwojem samolotu, postanowiono zrezygnować z pogrubionych części skrzydeł, klap z nadmuchem, podwójnych kół i przyspieszaczy startowych i powrócić zamiast tego do jedynie w niewielkim stopniu zmodyfikowanego Lima-5, ze zwiększonym udźwigiem uzbrojenia. Próby prototypu CM 10-30, przebudowanego według tych założeń na prototyp Lim-6bis, rozpoczęto 5 grudnia 1962.

## Lim-6bis

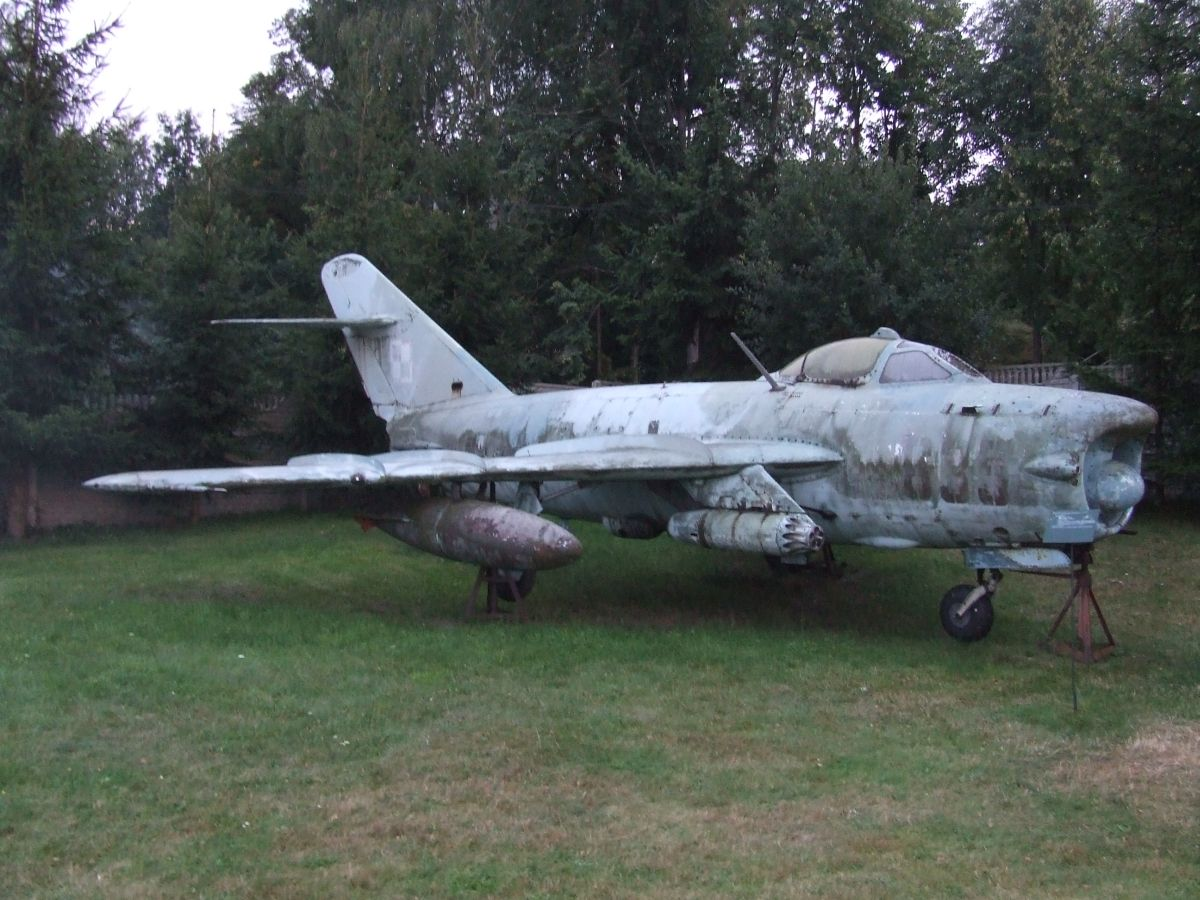
Lim-6M w Muzeum Orła Białego

W 1963 rozpoczęto produkcję ostatecznego wariantu szturmowego Lim-6bis. Był on przystosowany do działań taktycznych w bezpośrednim współdziałaniu z wojskami lądowymi. Mógł być używany również do atakowania bliskiego zaplecza nieprzyjaciela i do niszczenia jego środków łączności i transportu. Uzbrojenie rakietowe oraz silne uzbrojenie strzeleckie czyniło go skutecznym środkiem zwalczania broni pancernej. Własności pilotażowe, duża prędkość maksymalna i pułap pozwalający mu nie tylko na wykonywanie zadań szturmowych bez osłony samolotów myśliwskich, lecz również na wykonywanie samodzielnych zadań myśliwskich. Samolot był przystosowany do działań w nocy i trudnych warunkach meteorologicznych zarówno z lotnisk stałych, jak i polowych. W celu zabezpieczenia działania samolotu w nocy i w trudnych warunkach atmosferycznych samolot posiadał urządzenie do ślepego lądowania składające się z:
- automatycznego radiokompasu ARK-5
- sygnalizatora przelotu MRP-48P
- radiowysokościomierz RW-2.

Ponadto samolot posiadał radiostację R-800, urządzenie ostrzegawcze „SYRENA-2” i urządzenie rozpoznawcze SRO-2. Opancerzenie samolotu składało się z:
- przedniej płyty pancernej (grubość płyty 10 mm, wymiary 640 x 666 mm, ciężar 29,3 kg)
- szkła pancernego przedniego (grubość 60 mm, ciężar szkła 12,5 kg, wymiary 287x455)
- płyty pancernej zagłownika fotela (wykonana jest jako gięta płyta pancerna 280x230 mm)
- tylnej płyty pancernej (wymiary 305x450 mm, grubość płyty 16 mm, ciężar 16 kg)

Całkowity resurs płatowca wynosił 1100 godzin lotu. Od końca maja do sierpnia 1963 na zlecenie WSK Mielec zostały przeprowadzone w Zakładzie Wytrzymałości Instytutu Lotnictwa pod kierunkiem mgr inż. Tadeusza Chylińskiego statyczne próby wytrzymałościowe samolotu Lim-6bis w wersjach rozpoznawczej i szturmowej. Program tych prób został opracowany w Zakładzie Wytrzymałości Instytutu Lotnictwa. W tym samym roku w pracowni badań podwozi Zakładu Wytrzymałości zostały przeprowadzone próby dynamiczne zespołu podwozia przedniego samolotu Lim-6bis w warunkach pracy najbardziej zbliżonych do eksploatacyjnych. Miał on standardowe skrzydła i pojedyncze koła, jak myśliwiec Lim-5. Główną zmianą było dodanie dwóch małych podskrzydłowych pylonów do podwieszania uzbrojenia, blisko kadłuba. Zachowano też spadochron hamujący w pojemniku u nasady steru kierunku. Samoloty te zaczęły wchodzić na wyposażenie polskiego lotnictwa od 1963, lecz oficjalnie przyjęto je na uzbrojenie dopiero po próbach państwowych 14 września 1964. Początkowo, do 1964, nie miały jeszcze zamontowanych dodatkowych pylonów.
Do lutego 1964 zbudowano 70 Lim-6bis, ponadto samoloty Lim-5M i Lim-6 zostały przebudowane do standardu Lim-6bis. Część z nich została wykonana w wariancie szturmowo-rozpoznawczym Lim-6R (lub Lim-6bisR) z aparatem fotograficznym AFA-39 pod kadłubem.
W miarę, jak myśliwce przechwytujące Lim-5P stały się przestarzałe, od 1971 przebudowywano je do standardu Lim-6bis, oznaczając Lim-6M. Usunięto z nich radary, pozostawiając ich osłony nad wlotem powietrza do silnika i w przegrodzie tego wlotu. Wyposażono je w dodatkowe pylony podskrzydłowe, ale nie w spadochrony hamujące. Niektóre zmodyfikowano do wariantu rozpoznawczego Lim-6MR.
Lim-6bis, 6R, 6M i 6MR były używane przez lotnictwo polskie jako najliczniejsze samoloty szturmowe aż do lat 80. Ostatnie z nich wycofano w 1992.
Potem niektóre byłe polskie i niemieckie maszyny sprzedano do Gwinei Bissau.

## Wersje
- Lim-5 – dzienny myśliwiec (licencyjny MiG-17F) (numery seryjne: 1C 00-01 do 1C 19-14)
- Lim-5R – wariant rozpoznawczy Lim-5
- Lim-5P – myśliwiec przechwytujący (licencyjny MiG-17PF) (numery seryjne: 1D 00-01(?) do 1D 06-41)
- Lim-5M – samolot myśliwsko-szturmowy (numery seryjne: 1F 01-01 do 1F 03-30)
- Lim-6 – samolot myśliwsko-szturmowy (numery seryjne: 1J 04-01 do 1J 04-40)
- Lim-6bis – podstawowy wariant myśliwsko-szturmowy (numery: 1J 05-01 do 1J 06-40)
- Lim-6R (Lim-6bisR) – wariant rozpoznawczy Lim-6bis
- Lim-6M – samolot myśliwsko-szturmowy, przebudowane z Lim-5P
- Lim-6MR – wariant rozpoznawczy, przebudowane z Lim-5P

## Użytkownicy

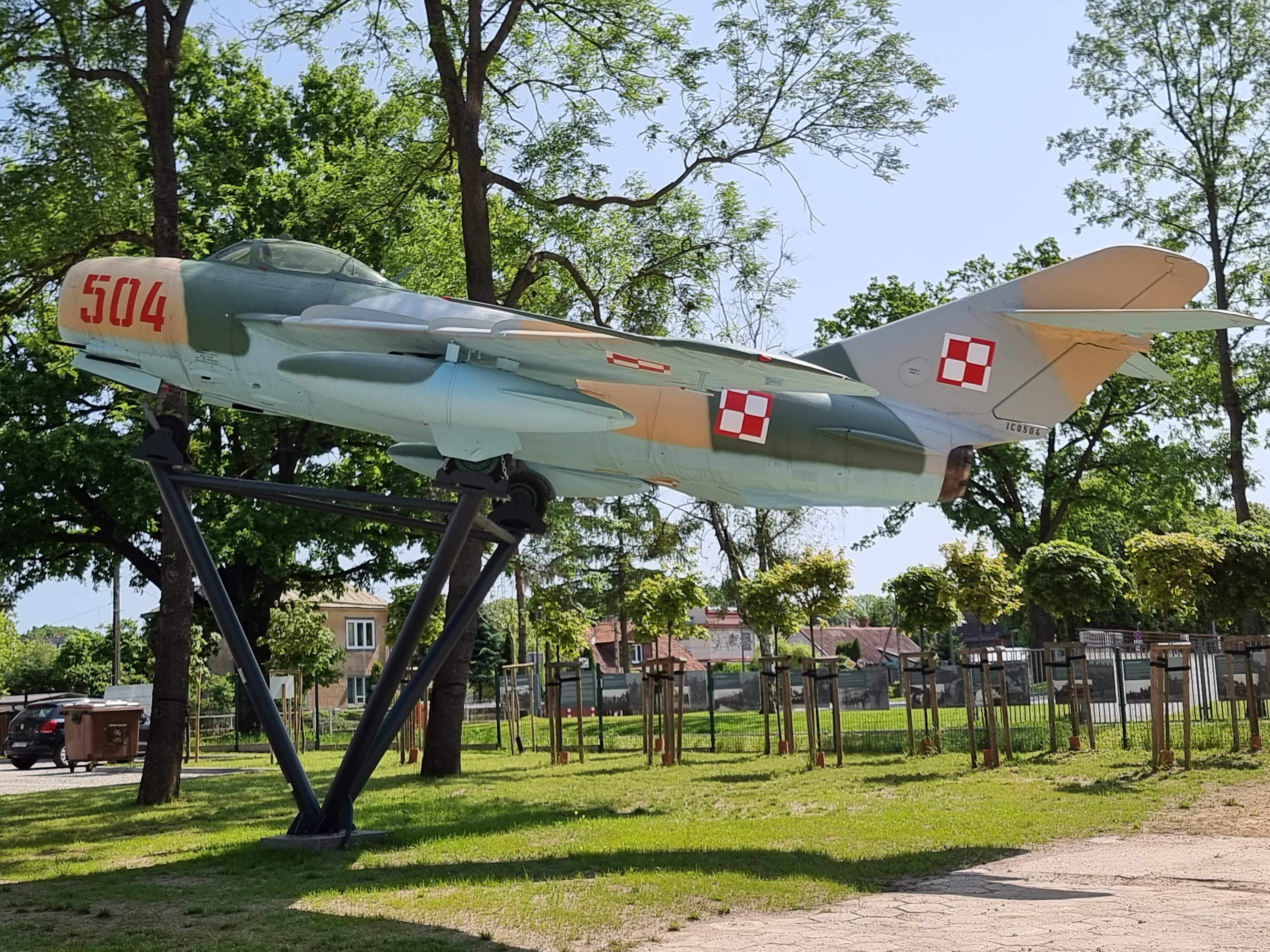
PZL-Mielec Lim-5 stojący na postumencie przed Parkiem Militarnym w Białymstoku

- Angola[1]
- Bułgaria
- Egipt[1]
- Gwinea Bissau – status nieznany
- Indonezja[1]
- NRD – wszystkie zostały przekazane Niemcom Zachodnim
- Niemcy – wszystkie sprzedane do Gwinei Bissau lub pocięte na złom
- Polska

## Opis konstrukcji
Jednosilnikowy średniopłat o konstrukcji całkowicie metalowej i skośnych skrzydłach. Skrzydła o zmiennym kącie skosu krawędzi natarcia, przy kadłubie 45°, dalej 42°, o profilu laminarnym, wielodźwigarowe. Na każdym ze skrzydeł trzy kierownice strug powietrza. Na tylnej krawędzi klapy i lotki. Usterzenie klasyczne, skośne (pionowe – o kącie skosu 56°). Usterzenie poziome zamocowane powyżej połowy wysokości pionowego. U nasady usterzenia pionowego pojemnik spadochronu hamującego. Kadłub o konstrukcji półskorupowej, w części przedniej wlot powietrza do silnika, rozdzielający się pionową przegrodą na dwa kanały wzdłuż burt. Kabina pilota hermetyczna, w przedniej części kadłuba, zakryta kilkuczęściową oszkloną osłoną o kształcie kroplowym, składającą się ze stałego wiatrochronu i osłony odsuwanej do tyłu. kabina wyposażona w fotel wyrzucany (minimalna wysokość do katapultowania 250 m). Silnik odrzutowy w tylnej części kadłuba. Po obu stronach tylnej części kadłuba hamulce aerodynamiczne o łącznej powierzchni 0,98 m². Podwozie samolotu trójkołowe, z pojedynczymi kołami; golenie główne wciągane w skrzydła, w stronę kadłuba, rozstaw kół 3,849 m.
Napęd stanowił jeden silnik turboodrzutowy ze sprężarką odśrodkową WK-1F o ciągu 33,1 kN z dopalaczem, 25,5 kN bez dopalania. Paliwo w dwóch zbiornikach w kadłubie o pojemności łącznie 1415 l. Z reguły podwieszano dwa dodatkowe zbiorniki paliwa pod skrzydłami o pojemności po 400 l.
Uzbrojenie stałe Lim-6bis: dwa działka lotnicze NR-23 kalibru 23 mm (po 80 nabojów) i jedno N-37D kalibru 37 mm (40 nabojów), na wspólnej opuszczanej lawecie pod przednią częścią kadłuba. Lim-6M prawdopodobnie był uzbrojony w trzy działka NR-23 23 mm, jak MiG-17PF i Lim-5P. Automatyczny optyczny celownik żyroskopowy ASP-4NM Krokus z radiodalmierzem SRD-1M Radal-M (radiodalmierz nie we wszystkich).
Uzbrojenie podwieszane maksymalnie na czterech pylonach podskrzydłowych. Typowym uzbrojeniem były dwie wyrzutnie Mars-2 po 16 niekierowanych pocisków rakietowych powietrze-ziemia S-5 kalibru 57 lub dwie bomby wagomiaru do 100 kg (OFAB-100, SAB-100MN, AO-50-100, ZAB-100-114, P-50, FOTAB-100-50). Samolot mógł również przenosić bomby o masie do 250 kg (FAB-250TS, RBK-250, ZAB-250-200, AGITAB-250-85, ZB-360) lub wyrzutnie rakiet na zewnętrznych pylonach, lecz zwykle były one zajęte przez dodatkowe zbiorniki paliwa pojemności po 400 l.

## Dane lotno-taktyczne
- wymiary:
  - długość: 11,36 m
  - rozpiętość: 9,63 m
  - wysokość: 3,8 m
  - powierzchnia nośna: 22,6 m²
- masy:
  - masa własna: 4271 kg

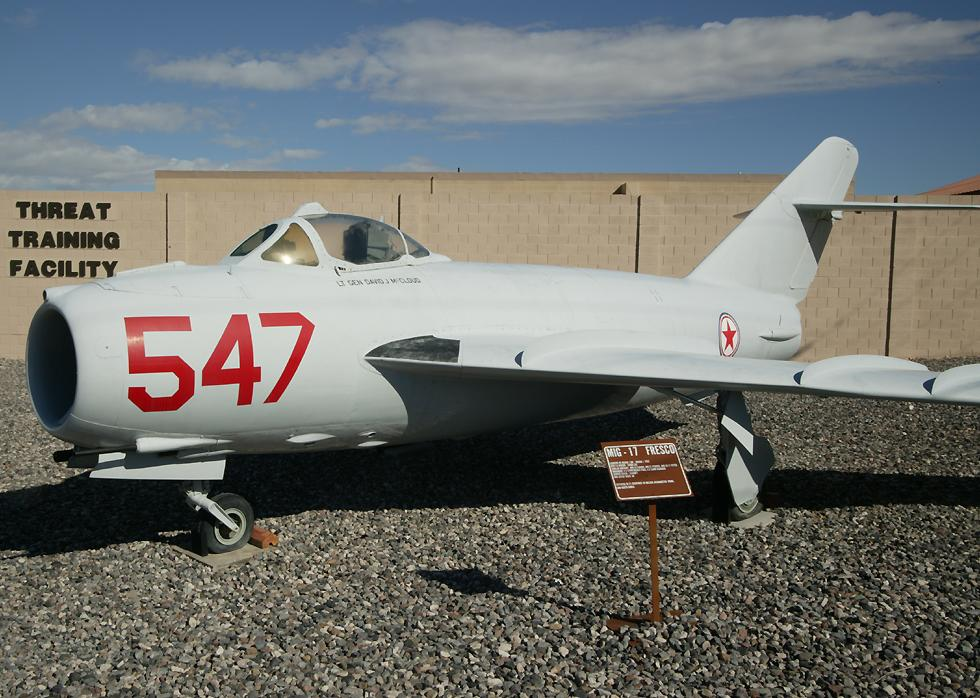
Były indonezyjski Lim pomalowany w barwach Sił powietrznych KRLD-u

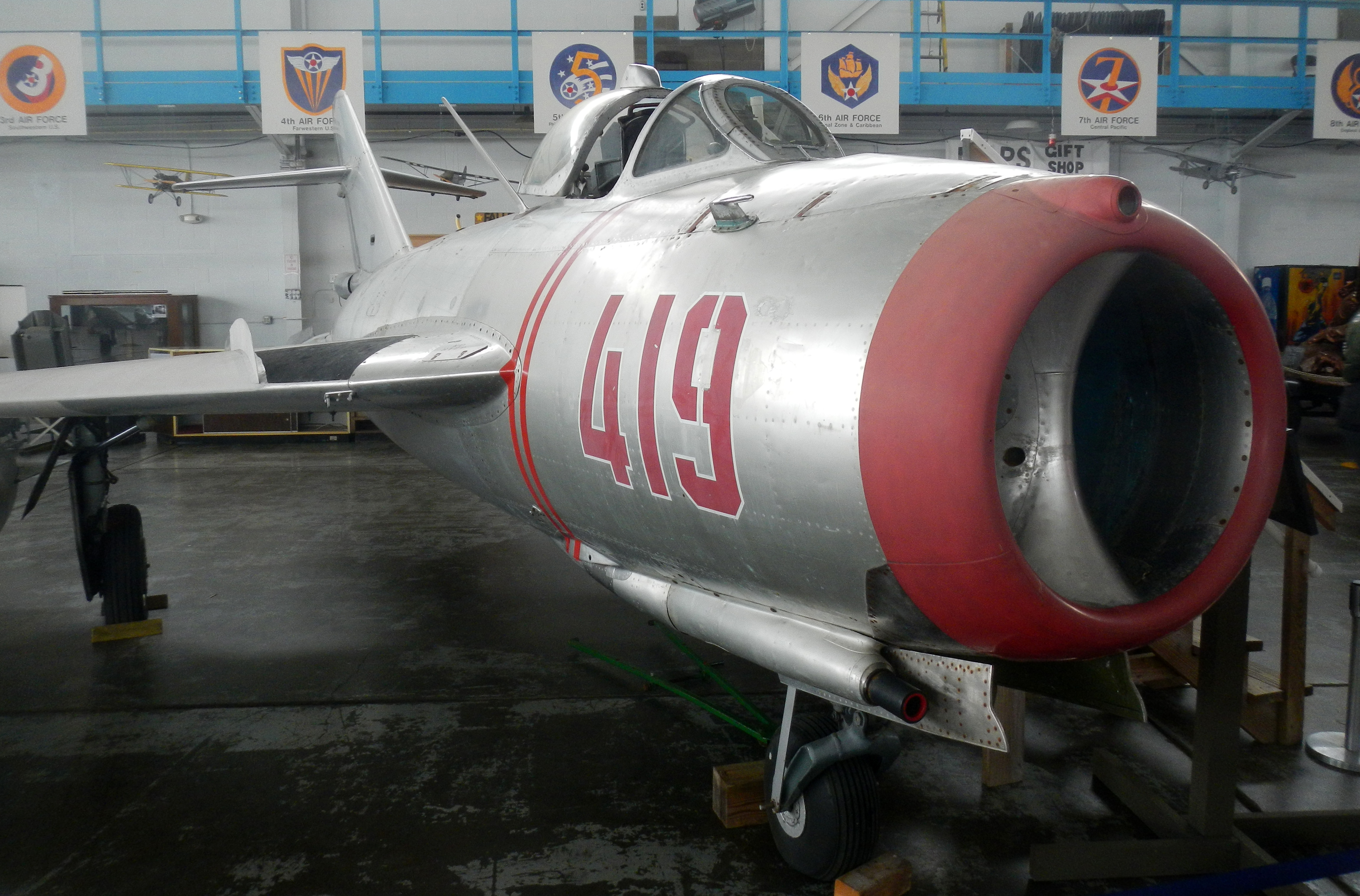

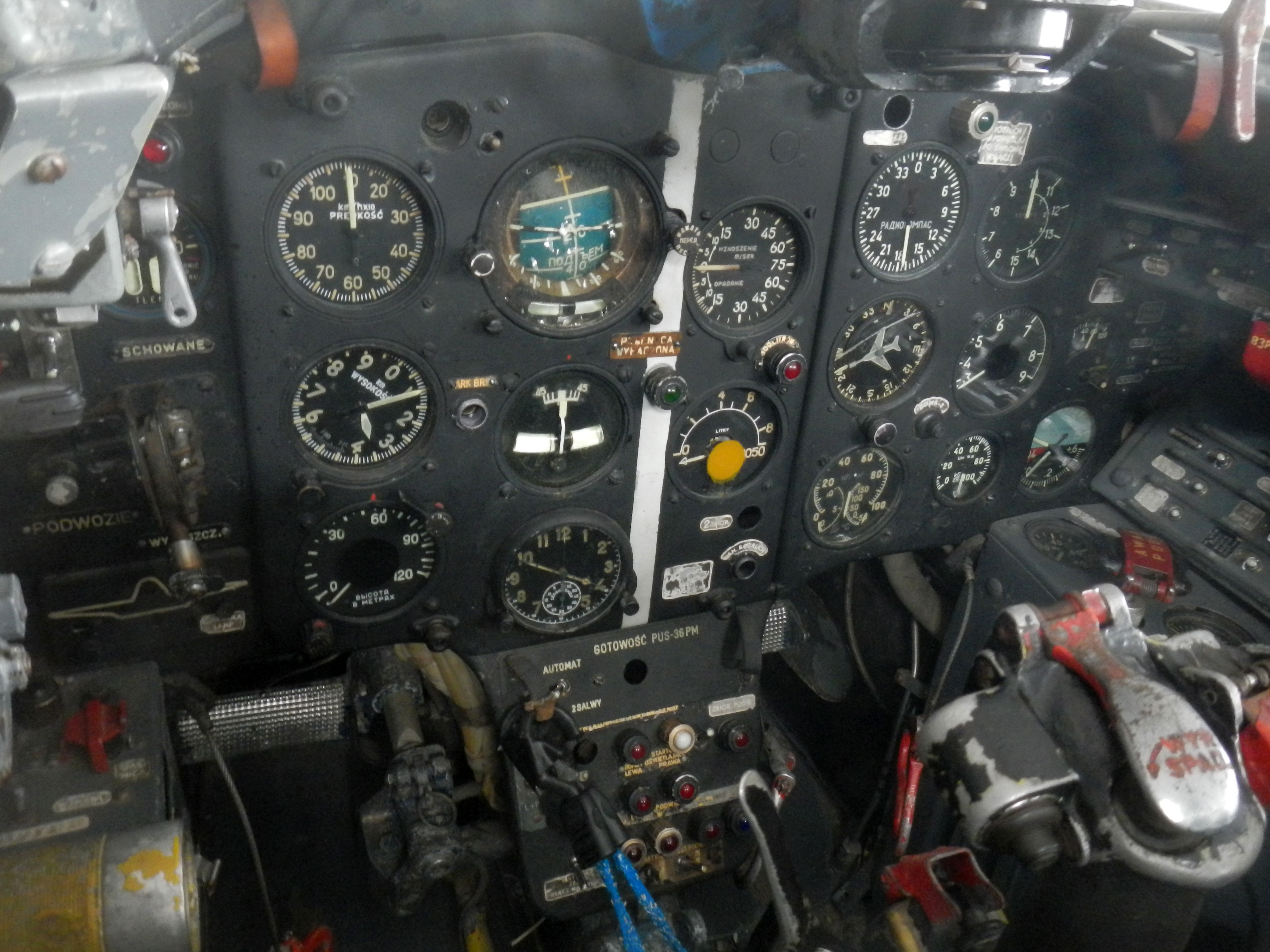

  - masa normalna startowa: 5651 kg
  - masa maksymalna startowa: 6652 kg
- prędkość maksymalna: 1150 km/h
- maks. prędkość wznoszenia:
- pułap: 16 470 m (z dopalaczem)
- zasięg maks: ok. 1080 km (ze zbiornikami dodatkowymi ok. 1670 km)

## Literatura
- Piotr Butowski, Wacław Hołyś "Samolot myśliwsko-szturmowy Lim-6bis", TBiU 117, Warszawa 1987
- Rafał Chyliński: Moja pasja lotnictwo.Życie i działalność Tadeusza Chylińskiego dla Polskiego Lotnictwa w świetle dokumentów. Warszawa: Agencja Wydawnicza CB, 2017, s. 852. ISBN 978-83-7339-166-6 oraz Tom 2 ISBN 978-83-7339-167-3
- Wiesław Różanek: Samoloty ludowego wojska polskiego. Warszawa: Wydawnictwo WAT, 1968, s. 232.